# Chlaenius
Chlaenius är ett släkte av skalbaggar som beskrevs av Franco Andrea Bonelli 1810. Chlaenius ingår i familjen jordlöpare.

## Bildgalleri

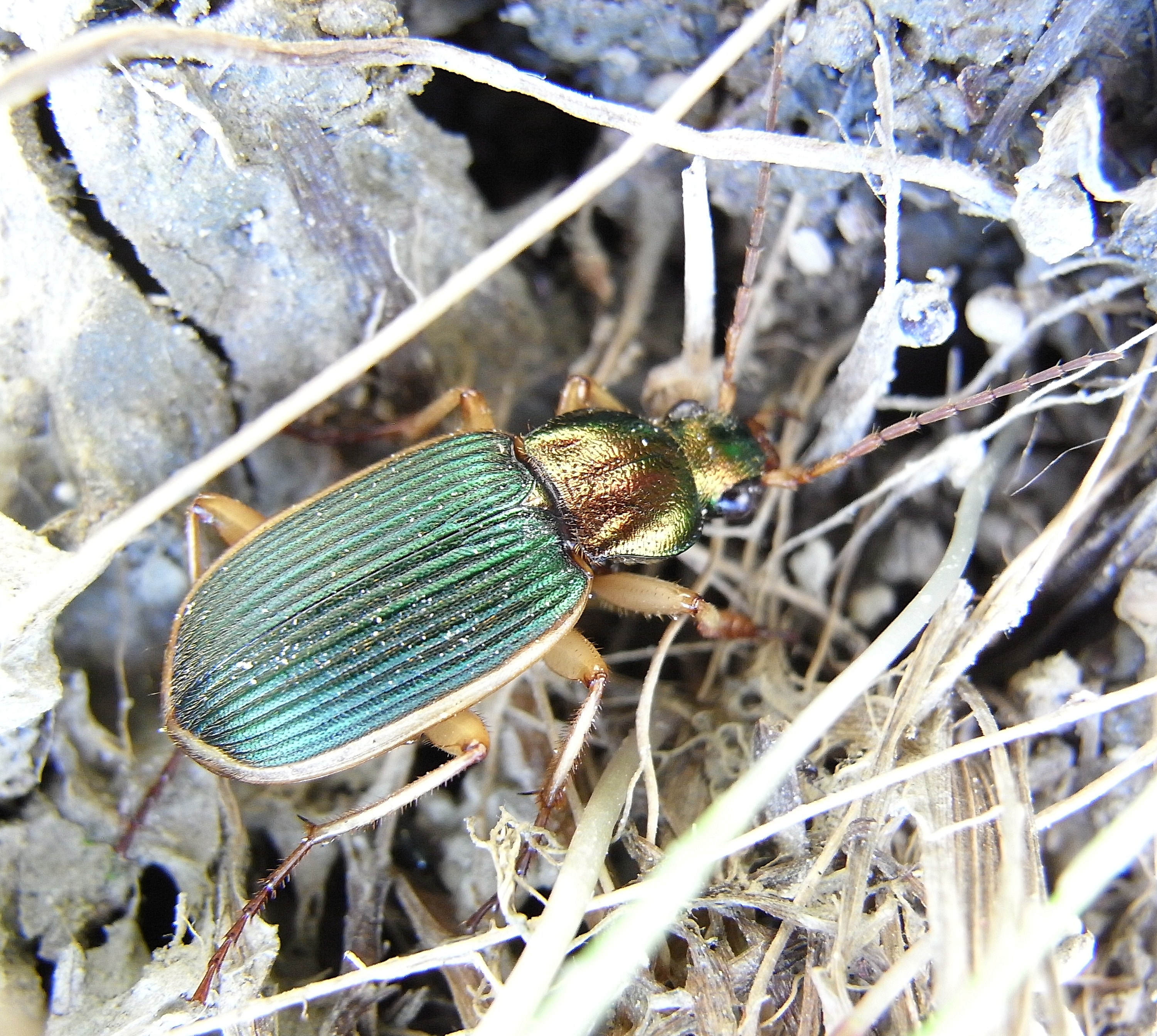
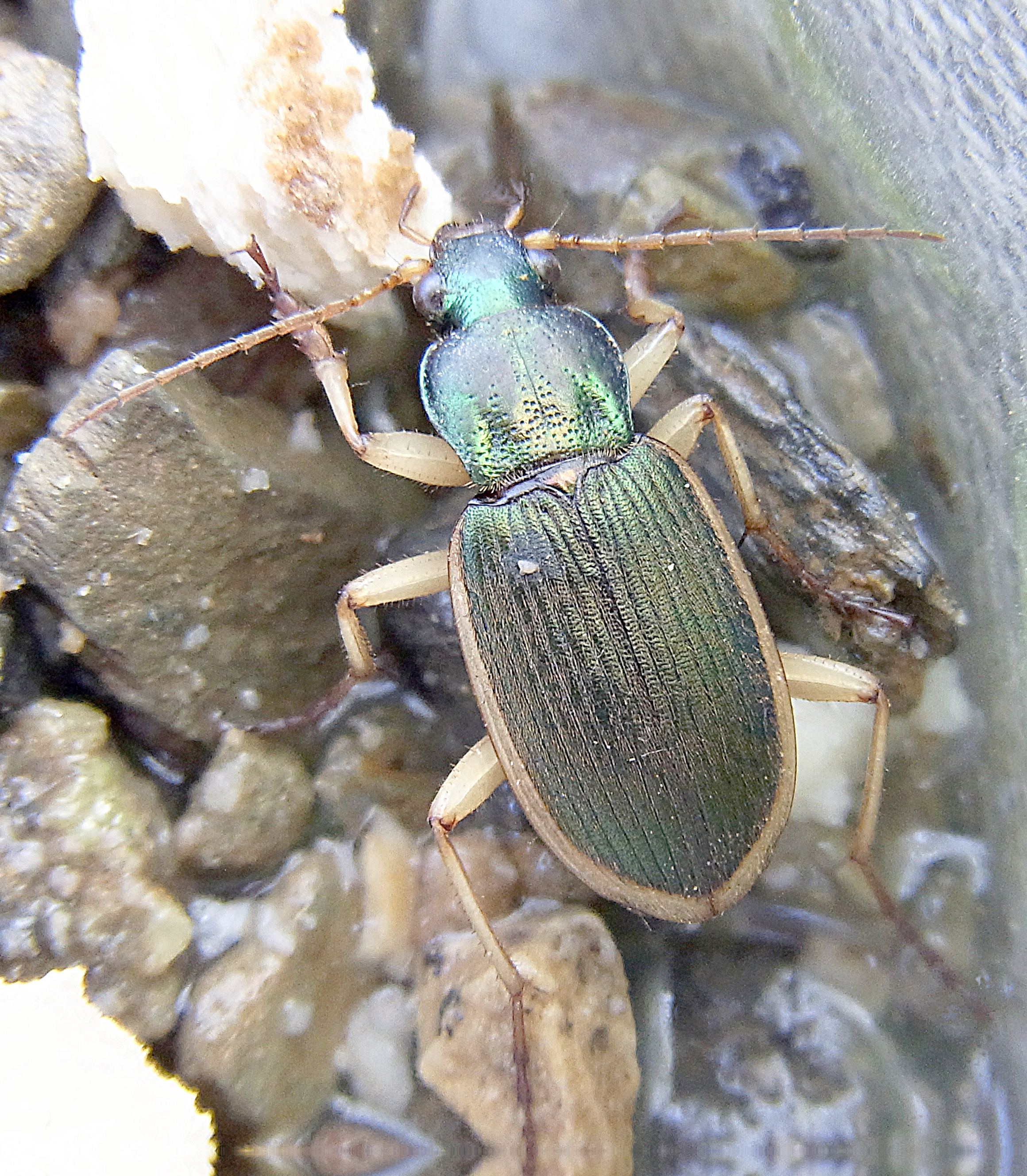
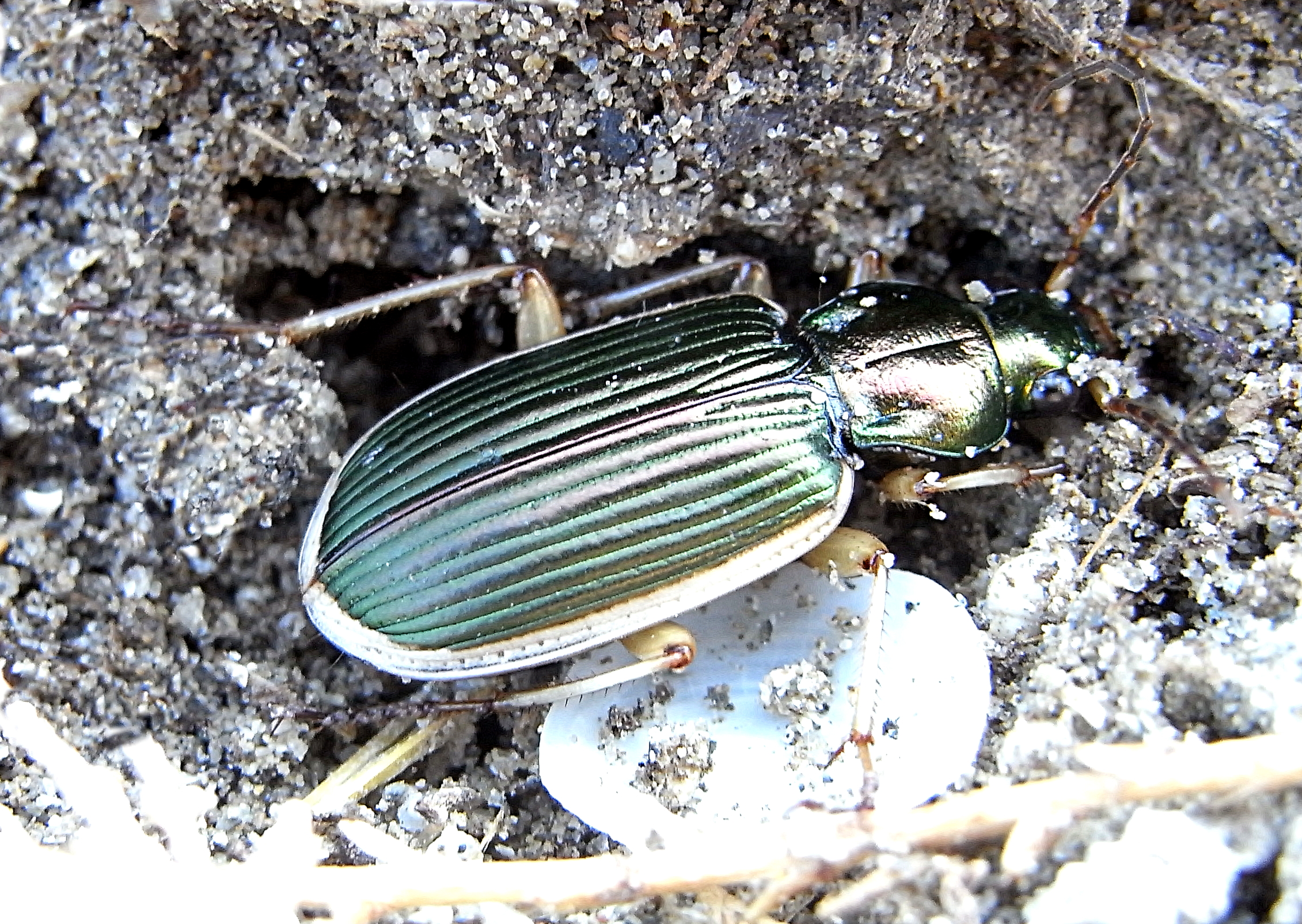
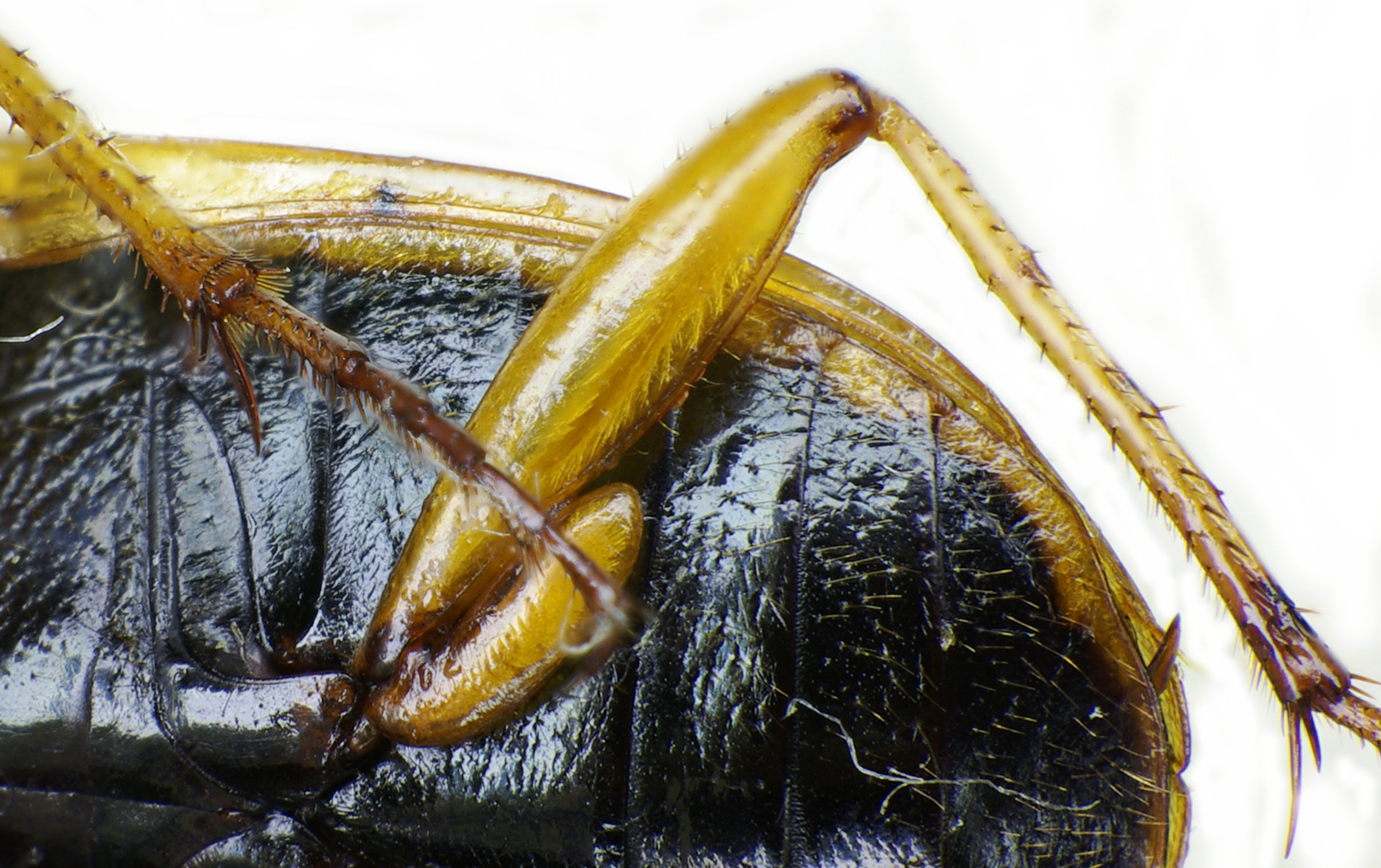
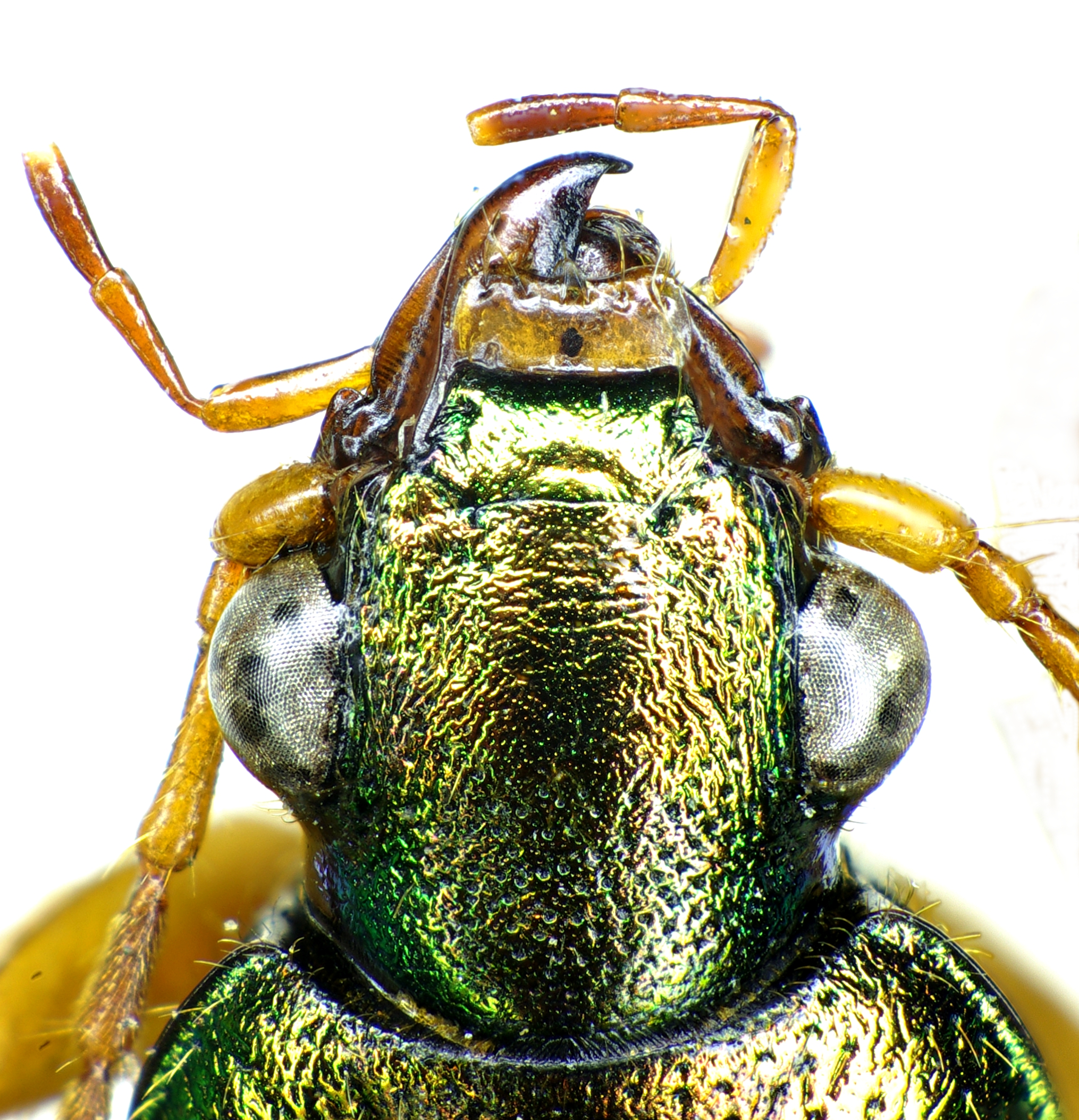
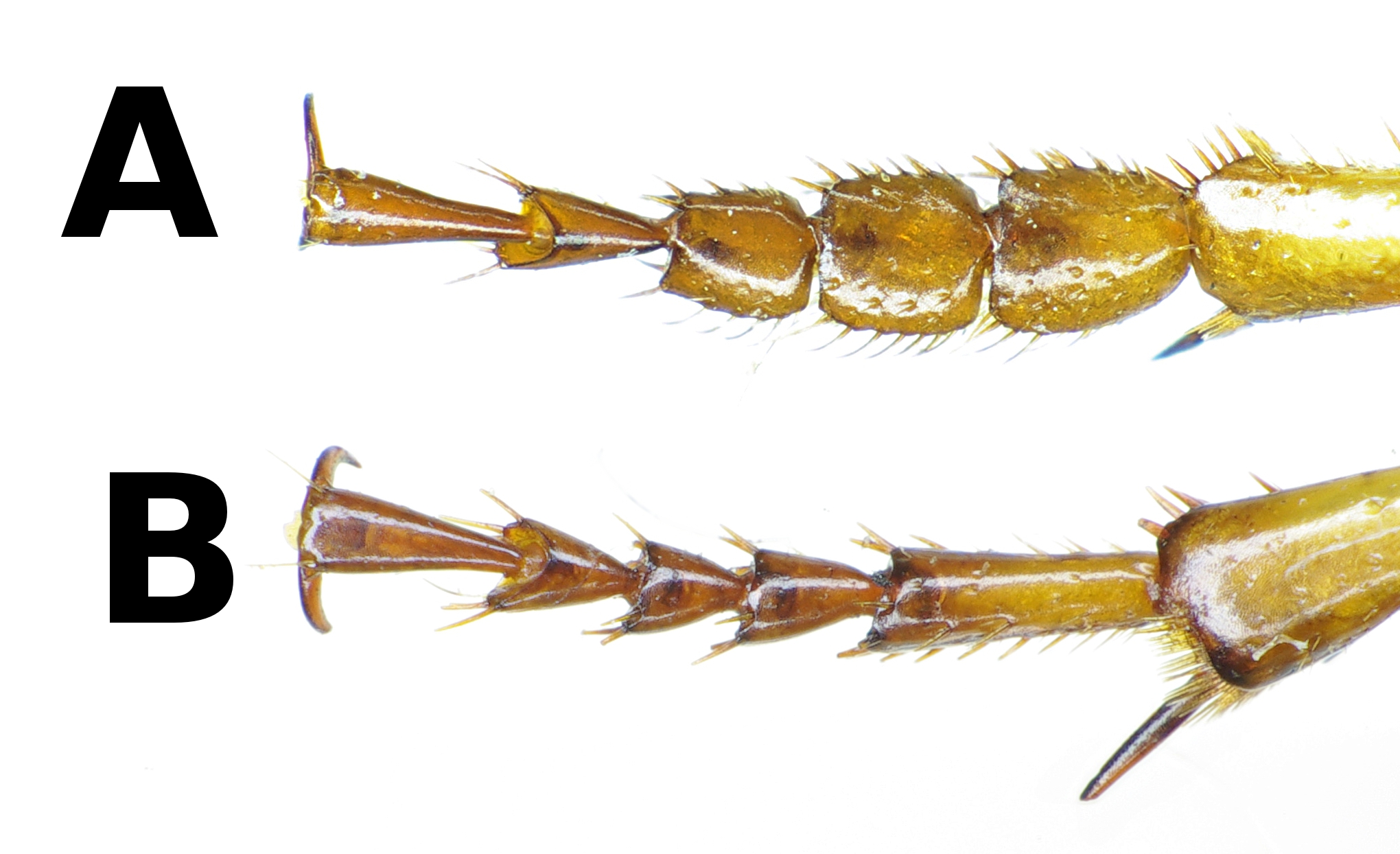

## Dottertaxa tillChlaenius, i alfabetisk ordning[1][2]
- Chlaenius aestivus
- Chlaenius alternatus
- Chlaenius amoenus
- Chlaenius angustus
- Chlaenius brevilabris
- Chlaenius caurinus
- Chlaenius chaudoiri
- Chlaenius coerulicollis
- Chlaenius cordicollis
- Chlaenius costulatus
- Chlaenius cumatilis
- Chlaenius emarginatus
- Chlaenius erythropus
- Chlaenius flaccidus
- Chlaenius floridanus
- Chlaenius fusciornis
- Chlaenius glaucus
- Chlaenius harpalinus
- Chlaenius impunctifrons
- Chlaenius interruptus
- Chlaenius laticollis
- Chlaenius leucoscelis
- Chlaenius lithophilus
- Chlaenius maxillosus
- Chlaenius nebraskensis
- Chlaenius nemoralis
- Chlaenius niger
- Chlaenius nigricornis
- Chlaenius nitidulus
- Chlaenius obsoletus
- Chlaenius orbus
- Chlaenius oxygonus
- Chlaenius patruelis
- Chlaenius pensylvanicus
- Chlaenius perplexus
- Chlaenius pertinax
- Chlaenius pimalicus
- Chlaenius platyderus
- Chlaenius prasinus
- Chlaenius purpureus
- Chlaenius purpuricollis
- Chlaenius pusillus
- Chlaenius quadrisulcatus
- Chlaenius ruficauda
- Chlaenius sedulus
- Chlaenius sericeus
- Chlaenius simillimus
- Chlaenius solitarius
- Chlaenius spoliatus
- Chlaenius sulcicollis
- Chlaenius texanus
- Chlaenius tibialis
- Chlaenius tomentosus
- Chlaenius tricolor
- Chlaenius tristis
- Chlaenius vafer
- Chlaenius variabilipes
- Chlaenius vestitus
- Chlaenius viduus